# 機場系統交流道
機場系統交流道位於臺灣桃園市桃園區與蘆竹區交界處，茄苳溪旁，國道一號指標52.5公里、國道二號里程8.6公里處。交流道型式為環狀雙葉型，國道一號左轉入國道二號則均以環道設計連接。
國道一號五楊高架雙向均只能轉接國道二號西行（往桃園機場），國道二號僅東行可轉接國道一號五楊高架。
|      | 52 機場系統 | 平面          |           |           | 桃園 大園 桃園機場 |
| 高架 | 52 機場系統 | 蘆竹 桃園機場 |           |           |                    |
| 南下 | 52 機場系統 | 高鐵站        |           |           |                    |
|      | 8 機場系統  | 東行          |           |           | 桃園 林口 中壢     |
|      | 8 機場系統  | 東行          | 台北 湖口 |           |                    |
| 西行 | 8 機場系統  |               |           | 中壢 台北 |                    |

## 外部連結
- 國道一號機場系統交流道示意圖 （页面存档备份，存于）（交通部高速公路局）